# Джованна Бурландо
Джованна Бурландо (італ. Giovanna Burlando, 20 листопада 1969) — італійська синхронна плавчиня.
Учасниця Олімпійських Ігор 1992, 1996, 2000 років.